# Сцинтиграфија плућа
Сцинтиграфија плућа или вентилационо-перфузионa сцинтиграфија плућа (енг. V/Q scan) јесте један од радиолошких техника које се користе за процену стања плућног васкуларног стабла. Она не само да пружа функционалне детаље о васкуларним и дисајним путевима плућа већ помаже и у изради циљаних плућних ангиограма у абнормалним плућном крилу или плућном режњу.  Она може послужити за скрининг или као коначни тест, у зависности од индикација.
До појаве мултислајсног компјутеризованог скенера она је представљала  широко коришћену методу у дијагностици плућне емболије.  

## Основне информације
Вентилационо-перфузионa сцинтиграфија плућа  захтева примену  инхалације или ињекције радионуклидних агенаса, и зато прегледи овом техником трају нешто дуже.  
Тест је сигуран осим неколико алергијских реакција које су описане, а заснива се на интравенској инјекцији -99м обележеног техницијума (Tc) макроагрегатима честица албумина, који блокирају мали део плућних капилара и тако омогућавају сцинтиграфску процену перфузије плућа. Скенирање перфузије се комбинује са вентилационим студијама, за које се може користити више трејсера попут ксенон-133 гаса, Тc-99 мозначеног аеросола, или Тc-99м обележеног микрочестицама угљеника.  

## Индикације
Вентилационо-перфузиона сцинтиграфија плућа првенствено се примењује код болесника са ниском клиничком вероватноћом и нормалним рендгенограмом грудног коша, код младих пацијената (нарочито женa), у трудноћи, код болесника са анамнезом анафилаксе индуковане контрастoм и јаке алергијске анамнезе, у тешким бубрежним инсуфицијенцијама, и код пацијената са мијеломом и парапротеинемијом.
Вентилационо-перфузионa сцинтиграфија плућа (V/Q scan) је основни дијагностички тест код постојања сумње на плућну емболију, на основу прописаних  критеријума за проспективно испитивање дијагнозе плућне емболије, која се заснива на највећој студији плућне емболије. Сврха вентилационог скенирања је у томе да се повећа специфичност: у акутној плућној емболији, када се очекује да вентилација буде нормална у хипоперфузионим сегментима. 
Остале индикације за преглед су:
- болести дисајних путева ( астма , емфизем , бронхиектазије ),
- урођене плућне болести (одсуство плућа),
- васкулитис,
- васкуларна компресија (плућна фиброза, бенигне и малигне неоплазме, анеуризам аорте),
- измењена плућна циркулација (одсуство или хипоплазија плућне артерије, бронхопулмонална секвестрација, конгестивна срчана инсуфицијенција , болест митралних залистака).

## Поступак
Пацијент радионуклидни агенаса удише преко усника са јединицом за дисање за једнократну употребу. Средства која се користе за V/Q scan укључују:
- ксенон-133,
- ксенон-127,
- криптон-81м,
- технецијум-99м
- диетилентриамин аеросол,
- детекторе угљен-диоксида (ретко), Овај агенс се обично примењује пре ињекције перфузионог агенса како би се спречило његово мешање са  99м Тц више енергије.

За перфузију, коришћена су два агенса:
- 99м Тц макроагрегирани албумин (МАА)   уз помоћ кога се слике плућа добијају се на основу привремене оклузије приближно 0,22% капилара хватањем честица МАА
- 99м Тц микросферични хумани албумина.

Неусклађеност вентилације/перфузије (V/Q) и/или дефекти перфузије конотирају са плућним паренхимом (повезаним са дисајним путевима) и васкуларном патологијом. Ови резултати се тумаче у вези са било којом радиографском абнормалношћу грудног коша, посебно када је утврђена вероватноћа плућне емболије.

## Тумачење резултата
Тумачење резултата вентилационо-перфузионе сцинтиграфија плућа (V/Q scan)  заснива се на одређивању присуства фотопеничних дефеката на снимцима. Сцинтиграми се добијају након удисања средства за вентилацију и интравенске ињекције перфузионог средства, коришћењем радиоактивног распада радионуклида.  

## Ризици
Иако ова метода користи радиоактивне материјале, укупна количина изложености зрачењу је мала. Типичне ефективне дозе за V/Q скенирање крећу се од 1-5 mSv.. Према Међународној комисији за радиолошку заштиту (енгл. ICRP-International Commission on Radiological Protection), изложеност радијацији скенирањeм плућа са 100 MBq Тc-99m честицама макроагрегата албумина је 1,1 mSv за просечну одраслу особу, и знатно je нижа него компјутеризована ангиографија (2−6 mSv).  
Да би се смањила изложеност зрачењу код трудница, укупна примењена радиоактивност се може смањити или фаза вентилације изоставити. Компјутеризована ангиографија плућа (КАП) са радиоконтрастом се може урадити алтернативно, иако то може резултовати већом дозом зрачења за пацијента.